# Fascículo medial (plexo braquial)
El fascículo medial es el nombre que recibe una de las divisiones del plexo braquial y está conformado por la rama o tronco inferior del plexo braquial. Se denomina fascículo medial por razón de su ubicación con respecto a la arteria axilar —el fascículo medial tiende a situarse en el lado medial o interno de la arteria—. Entre el fascículo lateral y el fascículo medial se reparten la inervación de las regiones anteriores del brazo, mientras que el fascículo posterior inerva las regiones posteriores del miembro superior.

## Ramas
El fascículo medial o interno del plexo braquial produce los siguientes  nervios:
- Nervio pectoral medial (raíces del C8 y T1) para los músculos pectorales
- Nervio braquial cutáneo interno (del T1)
- Nervio antebraquial cutáneo interno (C8 y T1)
- Nervio mediano, parcialmente —la otra porción proviene del fascículo lateral (raíces del C7, C8 y T1)—
- Nervio ulnar o cubital (C7, C8 y T1)